# Discografia de Byun Baek-hyun
A discografia de Byun Baek-hyun (mas frequentemente creditado apenas como Baekhyun), é composta por um extended play, seis singles, um single promocional e duas aparições em trilhas sonoras.

## Extended plays
| Título      | Detalhes | Melhores posições nas paradas | Melhores posições nas paradas | Melhores posições nas paradas | Vendas         |
| Título      | Detalhes | KOR                           | JPN                           | US World                      | Vendas         |
| ----------- | --- | ----------------------------- | ----------------------------- | ----------------------------- | -------------- |
| City Lights | - Lançamento: 10 de julho de 2019 (KOR) - Gravadora(s): SM Entertainment - Formato(s}: CD, download digital, streaming | A ser anunciado               | A ser anunciado               | A ser anunciado               | - CHN: 142,930 |

## Singles

### Como artista principal
| Título                                                                                   | Ano  | Melhores posições nas paradas | Melhores posições nas paradas | Melhores posições nas paradas | Vendas                     | Álbum                 |
| Título                                                                                   | Ano  | KOR                           | KOR                           | US World                      | Vendas                     | Álbum                 |
| Título                                                                                   | Ano  | Gaon                          | Hot 100                       | US World                      | Vendas                     | Álbum                 |
| ---------------------------------------------------------------------------------------- | ---- | ----------------------------- | ----------------------------- | ----------------------------- | -------------------------- | --------------------- |
| "Dream" (com Suzy)                                                                       | 2016 | 1                             | —                             | 3                             | - KOR: 1,397,167           | Lançamento sem álbum  |
| "The Day" (com K.Will)                                                                   | 2016 | 8                             | —                             | 21                            | - KOR: 231,025             | SM Station Season 1   |
| "Rain" (비가와) (com Soyou)                                                              | 2017 | 2                             | —                             | —                             | - KOR: 689,291             | Lançamentos sem álbum |
| "Take You Home" (바래다줄게)                                                             | 2017 | 12                            | —                             | 5                             | - KOR: 288,795 - US: 2,000 | Lançamentos sem álbum |
| "Young" (com Loco)                                                                       | 2018 | 11                            | 18                            | 4                             | - US: 2,000                | Lançamentos sem álbum |
| "UN Village"                                                                             | 2019 | A ser anunciado               | A ser anunciado               | A ser anunciado               | —                          | City Lights           |
| "—" indica lançamentos que não figuraram nas paradas ou não foram lançados nessa região. |      |                               |                               |                               |                            |                       |

### Singles promocionais
| Título                                    | Ano  | Melhores posições nas paradas | Vendas        | Álbum                            |
| Título                                    | Ano  | KOR                           | Vendas        | Álbum                            |
| ----------------------------------------- | ---- | ----------------------------- | ------------- | -------------------------------- |
| "Like Rain, Like Music" (비처럼 음악처럼) | 2015 | 40                            | - KOR: 39,638 | 2015 Gayo Daejun Limited Edition |

## Aparições em trilhas sonoras
| Título                                    | Ano  | Melhores posições nas paradas | Melhores posições nas paradas | Vendas          | Álbum                               |
| Título                                    | Ano  | KOR                           | US World                      | Vendas          | Álbum                               |
| ----------------------------------------- | ---- | ----------------------------- | ----------------------------- | --------------- | ----------------------------------- |
| "Beautiful" (두근거려)                    | 2015 | 7                             | 10                            | - KOR: 215,163+ | EXO Next Door OST                   |
| "For You" (너를 위해) (com Chen X Xiumin) | 2016 | 5                             | 9                             | - KOR: 625,756+ | Moon Lovers: Scarlet Heart Ryeo OST |

## Outras aparições
| Título                                               | Ano  | Vendas         | Álbum                              |
| ---------------------------------------------------- | ---- | -------------- | ---------------------------------- |
| "Dear My Family" (como parte do SM Town)             | 2012 | —              | I AM. OST                          |
| "My Turn To Cry"                                     | 2014 | - KOR: 16,969+ | Exology Chapter 1: The Lost Planet |
| "The Day We Met" (como parte do I Am Korea)          | 2015 | —              | Lançamentos sem álbum              |
| "One Dream One Korea" (com vários artistas)          | 2015 | —              | Lançamentos sem álbum              |
| "Dear My Family" (2017 Ver.) (como parte do SM Town) | 2017 | —              | Lançamentos sem álbum              |
| "Psycho"                                             | 2019 | —              | EXO PLANET #4 - The EℓyXiOn [dot]  |